# Jennie Löfgren
Jennie Löfgren (Östersund, 22 luglio 1977) è una cantante e compositrice svedese.

## Biografia
Jennie Löfgren è salita alla ribalta nel 2001 con il singolo Somewhere, che ha raggiunto la 27ª posizione della classifica svedese, battuto dal singolo successivo, Believer, divenuto il suo maggiore successo al 18º posto. I due brani sono inclusi nell'album di debutto della cantante, Meant to Be, che si è fermato alla 35ª posizione della classifica nazionale.
Nel 2005 la cantante ha pubblicato il suo secondo album eponimo, anticipato dal singolo di lancio I Walk Alone, che è diventato il suo terzo ingresso nella hit parade svedese al 30º posto.
Da allora la cantante si è dedicata principalmente a comporre colonne sonore (in particolare, ha scritto tutte le musiche per la terza stagione della serie televisiva svedese dedicata a Martin Beck) e jingle pubblicitari.

## Discografia

### Album in studio
- 2001 – Meant to Be
- 2005 – Jennie Löfgren
- 2019 – Dreamology

### EP
- 2018 – Dreamology - Part 1
- 2018 – Dreamology - Part 2
- 2019 – Dreamology - Part 3

### Singoli
- 1999 – You Make Me Feel
- 2001 – Somewhere
- 2001 – Believer
- 2001 – Meant to Be
- 2005 – I Walk Alone
- 2005 – Gonna Make You Smile
- 2010 – Butterflies (con Matt Cerf)